# Agrotis humigena
Agrotis humigena är en fjärilsart som beskrevs av Rudolf Püngeler 1899. Agrotis humigena ingår i släktet Agrotis och familjen nattflyn. Inga underarter finns listade i Catalogue of Life.